# Чочень
Чочень, Чочені (рум. Cioceni) — село у повіті Прахова в Румунії. Входить до складу комуни Албешть-Палеологу.
Село розташоване на відстані 54 км на північ від Бухареста, 20 км на схід від Плоєшті, 148 км на захід від Галаца, 98 км на південний схід від Брашова.

## Населення
За даними перепису населення 2002 року у селі проживали 842 особи, усі — румуни. Усі жителі села рідною мовою назвали румунську.